# Samuel Thomas von Sömmering
 (février 2025).
Samuel Thomas von Sœmmering est un médecin, un anatomiste, un anthropologue, un paléontologue et un inventeur prussien, né le 28 janvier 1755 à Thorn, ville hanséatique de Prusse et mort le 2 mars 1830 à Francfort-sur-le-Main.

## Biographie
Samuel Thomas Sömmering est le neuvième enfant du médecin Johann Thomas Sömmering. Après avoir achevé ses études à Thorn en 1774, il part étudier la médecine à l'université de Göttingen de 1774-1778, et suit notamment les cours du célèbre anatomiste Johann Friedrich Blumenbach. Il est élu en 1780 à l'Académie des sciences de Göttingen. Il obtient la chaire d'anatomie à l'illustre Collegium Carolinum de Kassel, plus tard, à l'université de Mayence à partir de 1784. Doyen de cette université durant cinq années, il commence à exercer la médecine en 1795 à Francfort en raison de blocus de Mayence.
Sömmering participe à l'introduction de la vaccine contre la variole. Il devient l'un des premiers membres de la Senckenbergische Naturforschende Gesellschaft et est nommé conseiller. Après avoir refusé des offres des universités d'Iéna et de Saint-Pétersbourg, il accepte, en 1804, l'invitation de l'Académie bavaroise des sciences à Munich. Sömmering y devient conseiller auprès de la cour et est anobli.
Il se marie avec Margarethe Elizabeth Grunelius, connue comme peintre, (qui décède en 1802). De cette union naîtra un fils, Dietmar William, et une fille Susanne Katharina. Sa mauvaise santé l'oblige à quitter Munich en 1820 et à retourner à Francfort où il décède dix ans plus tard. Il est enterré au cimetière principal de la ville.
La correspondance de Sömmering est très riche, Goethe (1749-1832), Kant (1724-1804) ou Alexander von Humboldt (1769-1859) compte parmi ses correspondants réguliers. Les lettres qu'il échange avec Georg Forster (1754-1794) ont été publiées en 1878 par Hermann Hettner (1821-1882).

## Activité scientifique
Il consacre une partie de sa thèse de médecine à l'organisation des nerfs crâniens, ses observations restant toujours valables aujourd'hui. Il publie de nombreuses publications dans le domaine de la médecine, en anatomie, en neuroanatomie (c'est lui qui découvre la macula de la rétine humaine), en anthropologie, en paléontologie, en astronomie et en philosophie.
Sömmering est également un inventeur prolifique. Il travaille notamment sur des télescopes et sur un télégraphe électrique en 1809. Deux ans plus tard, il développe le premier système télégraphique de Bavière, actuellement conservé au Muséum allemand des sciences et des techniques de Munich. Il s'intéresse aussi aux aérostats et réalise le premier ballon à air chaud d'Allemagne. Il travaille par ailleurs sur de nombreux sujets allant des taches solaires au vin.

## Liste partielle des publications
- (de) Über die körperliche Verschiedenheit des Mohren vom Europär (1774)
- (de) Vom Hirn- und Rückenmark (Mainz 1788, 2. Aufl. 1792) ;
- (de) Vom Bau des menschlichen Körpers (Frankfurt am Main 1791-96, 6 Bde.; 2. Aufl. 1800; neue Aufl. von Bischoff, Henle u. a., Leipzig 1839-45, 8 Bde.) ;
- (la) De corporis humani fabrica (Frankfurt am Main 1794-1801, 6 Bde.) ;
- (la) De morbis vasorum absorbentium corporis humani (Frankfurt am Main 1795) ;
- (la) Tabula sceleti feminini (Frankfurt am Main 1798) ;
- (de) Abbildungen des menschlichen Auges (Frankfurt am Main 1801) ;
- (de) Abbildungen des menschlichen Hörorgans (Frankfurt am Main 1806) ;
- (de) Abbindungen des menschlichen Organs des Geschmacks und der Stimme (Frankfurt am Main 1806) ;
- (de) Abbildungen der menschlichen Organe des Geruchs (1809).